# Каран-Вырбовка
Каран-Вырбовка (болг. Каран Върбовка) — село в Болгарии. Находится в Русенской области, входит в общину Две-Могили.
Население села на 16 июня 2008 года — 481 человек.

## Политическая ситуация
В местном кметстве Каран-Вырбовка, в состав которого входит Каран-Вырбовка, должность кмета (старосты) исполняет Йордан Калицов по результатам выборов правления кметства.
Кмет (мэр) общины Две-Могили — Драгомир Дамянов Драганов (коалиция партий: Союз демократических сил, Демократическая партия, Демократы за сильную Болгарию, Земледельческий народный союз) по результатам выборов в правление общины.